# Hec Ramsey
Hec Ramsey est une série télévisée américaine en dix épisodes de 70 minutes entre le 8 octobre 1972 et le 7 avril 1974, faisait partie du programme du NBC Mystery Movie sur le réseau NBC.
En France, seule la première saison a été doublée, et a été diffusée du 19 octobre au 14 décembre 1975 puis rediffusée du 8 février au 22 février 1987 sur Antenne 2.

## Synopsis
Ancien cow-boy reconverti en policier, Hec Ramsey utilise les dernières trouvailles scientifiques pour ses enquêtes. Après avoir accepté le poste de chef de la police de la ville de New Prospect en Oklahoma en ce début du XXe siècle sous les ordres de son supérieur hiérarchique Oliver B. Stamp, l'homme de l'ouest et le jeune frais émoulu de l'université vont former un duo efficace pour traquer les meurtriers de toutes sortes.

## Contexte
La série fait redécouvrir une période rarement montrée ou même évoquée à la télévision et au cinéma, celle du début du siècle dans l'ouest. D'une certaine façon, elle est annonciatrice d'un genre nouveau : le western policier. Ce genre sera repris bien des années plus tard dans des séries comme Les Enquêtes de Murdoch en 2004.

## Distribution
- Richard Boone : Hec Ramsey
- Rick Lenz (en) : chef de police Oliver Stamp
- Harry Morgan : Doc Amos B. Coogan (8 épisodes)
- Dennis Rucker : constable Arne Tornquist (8 épisodes)

## Épisodes

### Première saison (1972-1973)
1. Le Mystère de la Diligence (The Century Turns)
2. Électrocution (Hangman's Wages)
3. Le Mystère de la Plume Verte (The Green Feather Mystery)
4. Le Mystère de la Rose Jaune (The Mystery of the Yellow Rose)
5. Le Mystère des Collines (The Mystery of Chalk Hill)

### Deuxième saison (1973-1974)
1. Titre français inconnu (A Hard Road to Vengeance)
2. Titre français inconnu (The Detroit Connection)
3. Titre français inconnu (Dead Heat)
4. Titre français inconnu (Scar Tissue)
5. Titre français inconnu (Only Birds and Fools)